# Macrothemis valida
Macrothemis valida là loài chuồn chuồn trong họ Libellulidae. Loài này được Navás mô tả khoa học đầu tiên năm 1916.